# Trochulus caelatus
Trochulus caelatus is een slakkensoort uit de familie van de Hygromiidae. De wetenschappelijke naam van de soort is voor het eerst geldig gepubliceerd in 1820 door S. Studer.